# Tòmiris
Tòmiris (grec antic: Τόμυρις, llatí: Tomўris; en irànic *Tahmirih, 'valenta' o Taumurī̆, 'familiar') va ser una llegendària reina dels massàgetes famosa per haver vençut i mort en Cir el Gran.
Segons Heròdot, quan el rei Cir va voler ampliar el seu territori l'any 530 aC, va enviar una ambaixada a la reina Tòmiris per demanar-la en matrimoni poc després de la mort del seu marit. La reina va rebutjar indignada la proposició i Cir va avançar amb el seu exèrcit. Tòmiris va intentar de resoldre el conflicte de manera pacífica, però Cir, mal aconsellat pel Cresos que li va dir si no seria una acció vergonyosa i ignominiosa que Cir, fill de Cambises retrocedís davant d'una dona, va decidir de fer-li la guerra, va creuar poc després l'Araxes i va envair el seu territori. Tòmiris va enviar a Cir un ambaixador, comminant-lo a no fer aquest acte injust i que si ho feia li presentaria batalla on el rei persa decidís: al riu, a un lloc a tres dies endins o en un punt a decidir quan fos ben endins. Cir va optar per aquesta possibilitat. Va aconseguir, amb argúcies, apoderar-se del fill de Tòmiris, Espargàpises, i de les tropes que l'acompanyaven. La reina va fer un darrer intent d'evitar la guerra, i li va exigir l'alliberament dels hostatges. Però el fill, avergonyit per haver-se deixat empresonar, es va suïcidar. Tòmiris, en veure que no hi havia solució pacífica possible, va decidir presentar batalla, advertint Cir que, ja que desitjava tant la sang, en tindria molta si rebutjava la pau.
Finalment, Tòmiris va iniciar la lluita i els perses van ser derrotats després de ferotges enfrontaments, i el mateix Cir va trobar la mort el 4 de desembre del 530 aC. Segons Heròdot, Tòmiris va buscar les restes del seu enemic, va fer-li tallar el cap i el va submergir en un recipient de cuir ple de sang per complir la seva promesa. Heròdot acaba la història explicant que coneixia diversos relats sobre la mort de Cir, però que havia exposat aquell que per ell era el més convincent.